# AKK (小銃)
AKKはブルガリアのカランザクの工廠にて生産されたAKのライセンス生産モデルである。

## 開発
1950年代後半当時のブルガリアはワルシャワ条約機構に属しておりブルガリア人民軍はソビエト連邦から輸入したAKで武装していたが、やがてブルガリア政府は輸入に頼るのではなくAKを国内生産することを決定した。カランザクに大規模な国営武器工廠を設置し1956年ごろからAKKと名称が与えられたAKの生産が始まった。
最初はAKの部品をソビエト連邦から輸入し、組み立てのみを行っていたがやがて生産設備が整えられ1967年にはライセンスを取得しAKの完全な国内生産が開始された。

## 構成
前期生産のAKKは銃床、ハンドガード、グリップがブナ材で構成され、レシーバーは当初ソ連製のAK用削り出し加工の物が輸入され、後にブルガリアでも同じ仕様で製造された。これは他国製AKがAKMのようなプレス加工のレシーバーに移行する中、後に輸出用として生産されるARにも引き継がれている。また、AK-47では銃身をレシーバー側にねじ込んで固定しているが、AKKでは1970年代末ごろからAKM等に見られる、圧入した銃身を固定するピンが見られる。レシーバー左側面にはシリアルナンバーと製造工廠を現す二重線に囲まれた"10"の数字が刻印されている。
のちに木製だったグリップはベークライト製に変更された。1970年代半ばから生産されたモデルでは銃床までグリップと同様の赤褐色プラスチックで構成し、銃口にはAKM同様の竹槍型マズルブレーキを備えている。セレクター表記もロシア同様のАВ(フルオート)／ОД(セミオート)からブルガリア語に準拠したАВ(フルオート)／ЕД(セミオート)という表記に変更された。またレシーバー左側面のシリアルナンバーの表記方法も変更されている。

## 備品

### 銃剣
AKK、AKKS、AKKN用の銃剣はソビエト連邦のAK用銃剣である6kh2のコピー生産モデルである。ロシア製の6kh2との違いは本体はシリアル番号でよりわかりやすい差異は鞘の色であり、ロシア製モデルでは明るめの茶色だがブルガリア製モデルでは黒色、銃剣本体を固定するためのベルトはロシア製モデルは黒色であるのに対してブルガリア製モデルではオレンジに近い明るい茶色になっている。

### スリング
初期生産のスリングはカランザクの工廠で生産され、天然の革で製造されており濃い茶色をしていた。バックルを備えており比較的簡単に長さの調整が行える。取り付け用のカラビナーはスリング自体には固定されておらずボタンによって固定されている。
初期の天然革製スリングは廃止され、後継としてソビエト連邦と同じ緑色の綿製スリングに更新された。ブルガリア製モデル独自の特徴は比較的素材の綿の割合が多く、柔らかい手触りであることや金具が全て黒く塗装されていることが挙げられる。

### マガジン
基本的にはソビエト連邦製と同じでともに互換性があるがブルガリアで生産されたものには微細な差異がある。前期型マガジンはプレス加工されたスチール製で側面強化リブの形状が若干異なり、射手から見て1番手前の側面強化リブには段差がなく、背面には二重線に囲まれた"10"または"Е"の刻印がある。
中期型マガジンはリン酸化仕上げが追加され射手から見て1番手前の側面強化リブは段差が追加された。背面の刻印は二重線で囲まれた"Е"のみになっている。
後期型マガジンでは表面仕上げがリン酸化仕上げから黒色エナメル仕上げに変更され、射手から見て1番手前の側面強化リブは独特な45度の角度の段差が付けられている。背面の刻印はほとんどの場合はないが、一部には二重線に囲まれた"25"または"Е"が刻印されたものも存在する。

## 派生型

### AKKS
AKKの固定銃床をAKS同様のアンダーフォールディング銃床に変更したモデル。この銃床はソビエト連邦のAKSと同じくフライス加工で製造されている。

### AKKN
AKKのレシーバー左側面に暗視装置用のサイドマウントレールを追加した仕様。NSP-2などの暗視装置用なためAKNやAKMNと同じくサイドレール位置はレシーバー後端まで下げられており、邪魔となったスリングスイベルは銃床に移動している。
銃床とグリップを独自プラスチックで構成した後期生産型では暗視装置だけでなく他の照準器にも対応するためにサイドレールの位置はAK-74Nなどの同様の位置に変更されている。また使用する暗視装置もNSPUやNSPUMに変更されている。

### AR
ワルシャワ条約機構の解散後アーセナルが製造したAKKの輸出向けモデル。銃床、ハンドガード、グリップを黒色ポリマーで構成している。このARをベースに多様な独自モデルがアーセナルより開発され販売されている。